# O-Shen
O-Shen (Morobe, 1978) is een Papoea-Nieuw-Guinees rapper.

## Levensloop
O-Shen bracht zijn eerste album uit in 1997 in Papoea-Nieuw-Guinea. Hiermee was hij de eerste muzikant in het land die met rap kwam in een inheemse taal. Zijn eerste albums werden alleen op de Melanesische eilanden verkocht.
Zijn muziekrichting is voornamelijk in te delen als een mengeling uit reggae, hiphop en andere moderne muziekstijlen.
Na een bezoek aan Hawaï in 2000 breidde zijn bekendheid zich ook buiten Oceanië uit. In 2001 werd hij onderscheiden met de Na Hoku hanohano award die wordt verleend aan het beste reggaealbum van Hawaï.

## Discografie

### Albums
- 2000: Iron Youth
- 2002: Rascal in Paradise
- 2004: Rising Son
- 2005: Faya!
- 2006: Best of O-Shen
- 2007: 1 Rebel

- Gemeinsame Normdatei: 135383951
- International Standard Name Identifier: 0000 0000 4864 4949
- Library of Congress Control Number: no2004026217
- MusicBrainz: 0f68259c-5bb9-4d3e-bea0-2ba30df032c2
- Système universitaire de documentation: 254392059
- Virtual International Authority File: 29238225
- WorldCat: E39PBJtcKcxJtGPCxkFf4PgtKd